# Combate de Pilar
O combate em Villa del Pilar ocorreu durante a guerra do Paraguai. Forças brasileiras sob o comando do então Coronel Rufino Enéias Gustavo Galvão, Visconde de Maracaju, avançaram sobre a vila em 20 de setembro de 1867. Cerca de 250 soldados paraguaios resistiram ao ataque, quando López ordena ao Coronel Felipe Toledo o envio de ajuda. Foram 300 baixas brasileiras contra 174 dos paraguaios.

## A Batalha
Em 20 de setembro de 1867, o Visconde de Maracaju desembarcou no porto da Villa del Pilar com 800 soldados brasileiros. O desembarque foi recebido por uma feroz resistência da pequena guarnição, composta por 250 homens e mulheres que moravam na cidade. O Marechal López, inteirado do ataque brasileiro, enviou a sua escolta pessoal, uns 150 ginetes sob o comando do Coronel Felipe Toledo.
Num vapor e três pequenas embarcações em boas condições desembarcaram os reforços. A batalha foi rápida, pois os brasileiros não esperaram aos ginetes paraguaios, que encontraram cavalos nas proximidades da vila. Com combates corpo a corpo e o uso de armas brancas, os guaranis infringiram derrota aos brasileiros, empurrando-os de volta ao porto.
Apesar da vitória paraguaia, os brasileiros causaram grandes danos a guarnição, capturando perto de 200 cabeças de gado e mantimentos da vila, além de 60 000 cartuchos e outras armas e munições valiosas para o esforço bélico paraguaio.
A vila foi abandonada o 27 de outubro de 1867, dando-se um pequeno embate de escaramuças. Foi ocupada no dia seguinte em 28 de outubro de 1867.